# ウィキファンクションズ
ウィキファンクションズ (英: Wikifunctions) とは、コードの作成・保守を目的とするインターネット上のコードカタログ。同時に、抽象ウィキペディアに使用する関数の作成も目的としている。抽象ウィキペディアプロジェクトの一つであり、新しいウィキメディアプロジェクトである。暫定的にウィキラムダと名付けられたが、命名コンテストの後、2020年12月22日に「Wikifunctions」と発表された。デニー・ヴランデチッチが考案し、2023年7月26日に正式に開設された。
2020年から、https://notwikilambda.toolforge.org にてウィキファンクションズを動かすシステムを試験運用していた。https://wikifunctions.beta.wmflabs.org/wiki/Wikifunctions:Main_Pageに新しくベータ版が公開されたことを受けて、古い方は2022年10月30日にデータの一部のSQLダンプと新しいサイトへ誘導するリンクを残して閉鎖された。